# François Courboin
François Courboin est un graveur, bibliothécaire et historien de l'estampe né à Chaumont-Porcien le 5 février 1865 et mort le 29 mars 1926 à Ajaccio. Il fut directeur du Cabinet des estampes (1906-1925).

## Le graveur
Élève des artistes Achille Gilbert, Félix Buhot et Félix Bracquemond, François Courboin est l'auteur d'une centaine d'estampe (1883-1908). Il a notamment illustré des livres d'auteurs du XIXe siècle (Balzac, Gautier, Musset, Octave Uzanne, etc.), interprété des peintures anciennes et collaboré à de nombreuses revues d'art.

## Le bibliothécaire
Parallèlement, dès 1885, François Courboin entre comme stagiaire au Cabinet des estampes de la Bibliothèque nationale. Il en est le conservateur (directeur) de 1906 à 1925.

## Œuvres

### Comme graveur
93 œuvres sont répertoriées dans Jean Adhémar, Inventaire du fonds français après 1800. Tome 5. Cidoine - Daumier, 1949, VIII-616 p. (lire en ligne)

### Comme historien de la gravure
- Inventaire de la collection de dessins sur Paris formée par H. Destailleur et acquise par la Bibliothèque nationale, Paris/Nogent-le-Rotrou : imprimerie de Daupeley-Gouverneur, 1891, 72 p.
- Inventaire des dessins, photographies et gravures relatifs à l’histoire générale de l’art légués au département des Estampes de la Bibliothèque nationale par A. Armand, Lille : imprimerie de L. Dansel, 1895, 2 vol., 420 et 318 p.
- Catalogue sommaire des gravures et lithographies composant la Réserve [du cabinet des estampes de la Bibliothèque nationale], Paris : G. Rapilly, 1900-1901, 2 vol., XIII-437 p. et 462 p.
- La Gravure française, [Paris] : Le Figaro illustré, 1909, 32 p.
- La Lithographie en France, des origines à 1870, [Paris] : Figaro illustré, 1911, 24 p.
- L'Estampe française. Essais. Graveurs et marchands. Bruxelles et Paris : G. van Oest, 1914, X-216 p.
- La Gravure en France des origines à 1900, Paris : Delagrave, 1923, 258 p.
- Histoire illustrée de la gravure en France, Paris : M. Le Garrec, 1923-1929, 3 vol. de texte, XXI-212 p., XXVIII-245 p., XXXII-301 p., un de table, 170 p.
- La Gravure française : essai de bibliographie, Paris : M. Le Garrec, 1927-1928, 3 vol., 434, 550, 200 p.